# Leptochloa srilankensis
Leptochloa srilankensis är en gräsart som beskrevs av Neil Snow. Leptochloa srilankensis ingår i släktet spretgräs, och familjen gräs. Inga underarter finns listade i Catalogue of Life.